# Ardakul
Ardakul, eller Ardekul, (persiska: اردکول) är en by i Iran. Den ligger i provinsen Sydkhorasan och delprovinsen (shahrestan) Zirkuh, i den östra delen av landet, 1 221 meter över havet. Närmaste större samhälle är Hajiabad, 14 km norr om byn.
Byn totalförstördes vid jordbävningen i Zirkuh 1997, då den låg nära epicentrum.
Vid folkräkningen 2011 hade Ardakul 382 invånare.